# Отуотер, Монтгомери
Монтгомери Мейгс Отуотер (англ. Montgomery Meigs Atwater; 1904, Бейкер-Сити, Орегон — 1976, Сосалито, Калифорния) — известный американский исследователь лавин, автор знаменитой книги «Охотники за лавинами», лесник, лыжник, детский писатель. Отуотера считают основателем в области исследования и прогнозирования лавин в США.

## Биография
Отуотер родился в 1904 году в городе Бейкер-Сити в Орегоне. В 1926 году он закончил Гарвардский колледж. В 1930-х годах, проживая в Монтане, он написал несколько рассказов под псевдонимом Макса Монтгомери.
Во время Второй мировой войны он служил в 10-й горной дивизии в качестве зимнего инструктора и дослужился до звания капитана. После ранения Отуотер был освобожден от службы в армии и с 1945 года стал работать лесником в Алте (Alta) в штате Юта.
В течение следующих двух десятилетий Отуотер построил в Алте первый исследовательский центр лавин в Западном полушарии, изобретая методы и оборудование для контроля лавиноопасности и прогнозирования лавин.
В 1960 году во время проведения Зимней Олимпиады в Скво-Вэлли Отуотер возглавлял службу контроля за лавинами, обеспечив безаварийное проведение Олимпийских игр. В начале 60-х Отуотер содействовал в разработке пневматического орудия для подрыва лавиноопасных склонов и в 1964 году покинул лесную службу.
В 1966 году Отуотер обеспечил лавинную безопасность на Чемпионате мира по лыжному спорту в Портильо (Чили), в районе, который был почти полностью разрушен массивными лавинами за год до проведения чемпионата.
Отуотер работал также консультантом для лыжников, обслуживающих добывающие и телекоммуникационные компании в Северной и Южной Америке.
В последние годы жизни он управлял маленькой исследовательской лабораторией в Скво-Вэлли. Отуотер умер от сердечного приступа в 1976 году.

## Семья
У Отуотера было три сына — Джеймс, Роберт и Монтгомери.

## Переводы работ Отуотера на русский язык
- Отуотер М. Охотники за лавинами = The Avalanche Hunters / Монтгомери Отуотер; Пер.с англ. Г. Н. Голубева; Под. ред. Г. К. Тушинского. — М.: Мир, 1972. — 256 с.
- Отуотер М. Охотники за лавинами = The Avalanche Hunters / Монтгомери Отуотер; Пер.с англ. Г. Н. Голубева; Под. ред. Г. К. Тушинского. — Изд. 2-е, стер.. — М.: Мир, 1980. — 256 с.